# 盧卡斯藝術冒險遊戲
美國電子遊戲公司盧卡斯藝術在1986年到2000年期間，發行了共十款以上冒險遊戲作品。在被遊戲圈視為是冒險遊戲黃金時期的90年代中，有不少盧卡斯藝術冒險遊戲獲得許多來自於遊戲媒體與玩家的好評，以及被《有生之年非玩不可的1001款遊戲》之類的遊戲工具書籍列為必玩經典。這些作品當中也有數款在2000年後獲得重製機會，以修復成高畫質模樣在遊戲市場上再次出現。
盧卡斯藝術冒險遊戲當中，多數是透過SCUMM遊戲引擎製作，在遊戲市場逐漸以3D圖形畫面作為主流的期間裡，改用了GrimE遊戲引擎。在風格上，大多數作品不會有玩家角色死去造成遊戲結束，或是錯過某個步驟造成無法繼續遊戲下去的卡關情況。遊戲劇情方面，是傾向幽默詼諧的內容居多，並且常暗藏著對母公司盧卡斯影業發行的《星際大戰》、《印第安納瓊斯》等系列影片致意的特別笑點。
在2000年後，盧卡斯藝術開始放棄投入冒險遊戲市場，有不少參與過冒險遊戲開發的盧卡斯藝術人員，離職前往訴說遊戲公司；或是自行成立Double Fine Productions、Autumn Moon Entertainment等其他公司，繼續投入冒險遊戲的製作。

## 初期
| 1986 | 魔王迷宮                  |
| 1987 | 瘋狂大樓                  |
| 1988 | 異形大進擊                |
| 1989 | 聖戰奇兵                  |
| 1990 | 紗之器                    |
| 1990 | 猴島小英雄：猴島的秘密    |
| 1991 | 猴島小英雄2：老查克的復仇 |
| 1992 | 亞特蘭提斯之謎            |
| 1993 | 瘋狂時代                  |
| 1993 | 妙探闖通關 大腳之謎       |
| 1994 |                           |
| 1995 | 極速天龍                  |
| 1995 | 異星搜奇                  |
| 1996 |                           |
| 1997 | 猴島小英雄3：猴島的詛咒   |
| 1998 | 神通鬼大                  |
| 1999 |                           |
| 2000 | 猴島小英雄4：逃離猴島     |

盧卡斯藝術製作的首款冒險遊戲，是由大衛·福克斯設計，於1986年交由動視發行的《魔王迷宮》，內容是改自母公司盧卡斯影業在當年上映的同名電影。
該遊戲在玩法上為傳統文字冒險遊戲需透過手動輸入指令的方式，並且有採用程式在遊玩過程裡進行時間倒數，必須在13個小時內破關的限制。

## SCUMM引擎
1987年羅恩·吉伯特與蓋瑞·溫尼克設計了盧卡斯藝術的第二款冒險遊戲《瘋狂大樓》，劇情是描述一群年輕人為了拯救被綁架到郊外一棟裡頭住著瘋狂科學家、外星生物房屋的朋友，而闖入那棟神秘大房裡進行一場大冒險
。
在此作品裡羅恩·吉伯特有意解決過去遊玩文字冒險遊戲需手動輸入指令的繁雜情況，便和契伯·莫寧史達（Chip Morningstar）與亞瑞克·威爾穆德（Aric Wilmunder）協力設計一套名為「瘋狂大樓專用程式腳本創建開發工具」（Script Creation Utility for Maniac Mansion）的全新遊戲引擎，並以該引擎英文原名頭字語所組成的字詞「SCUMM」作為簡稱。SCUMM的特點是將遊戲裡所有會用到的操作指令給一起列在畫面下方的選單，這樣便能讓玩家直接透過滑鼠點擊想要進行的操作。
SCUMM在《瘋狂大樓》呈現出的效果獲得到盧卡斯藝術的重視，它成為在往後十年的期間裡，盧卡斯藝術用來製作冒險遊戲的標準開發工具，並持續對SCUMM進行改良，讓操作介面能更簡易上手。

## 基於SCUMM引擎製作

### 1988至89年
開始將SCUMM選為公司專用的冒險遊戲設計工具後，1988年大衛·福克斯與羅恩·吉伯特等人推出盧卡斯藝術第三彈冒險遊戲《異形大進擊》。內容描述著一位不得志的小報作家，某日得知來自外太空的異形外星人正打算透過電話來對地球人進行心智攻擊，之後他與夥伴一同合作收集自古早所流傳下來，散佈在地球與火星各處用來防禦外星人的組件。
1989年母公司盧卡斯影業推出了《印第安納瓊斯》系列第三部電影《聖戰奇兵》，大衛·福克斯、羅恩·吉伯特以及諾亞·費爾斯登設計出以該影片所改編的同名冒險遊戲，遊戲裡採用能讓玩家選擇以智取或是武力方式來解決問題為其特色。

### 1990至91年
1990年布萊恩·莫里亞蒂設計出奇幻風格冒險遊戲《紗之器》，內容講述著在未來世界裡，一名男嬰由具有著強大力量、被稱作為「紗之器」（The Great Loom）的巨型紡織機所創造出，該男嬰之後在17歲生日當天為了找尋當初透過紗之器而將他創造於世上的母親，踏上了旅程。該作品特點在遊戲主角持有著一個會發出音符的法杖，當玩家透過法杖弄出一段正確順序的旋律時，便會產生出法力效果。
同樣在1990年裡，羅恩·吉伯特與提姆·謝弗、戴夫·葛羅斯曼等人合作，設計以海盜為題材的遊戲系列《猴鳥小英雄》首款作品《猴島的秘密》。劇情架構在一個海盜橫行的幻想加勒比海世界裡，一名想要當海盜的青年小蓋，在接受海盜資格試驗時迷上一位島嶼女領主伊蓮，之後與一位同樣迷戀伊蓮的鬼船長老查克陷入糾紛。
《猴島的秘密》以詼諧幽默的風格在市場上獲得迴響後，1991年盧卡斯藝術推出了續作《猴島小英雄2：老查克的復仇》。這款遊戲首次導入由麥可·蘭德與彼得·麥康奈爾設計的遊戲配樂引擎iMUSE，此引擎的特色是能在遊戲場景改變時，能夠改變原有配樂節奏、不中斷地銜接成別首配樂。iMUSE之後被盧卡斯藝術廣泛採用在各款自家遊戲上，它與SCUMM也成為盧卡斯藝術製作冒險遊戲時的首選開發工具。

### 1992至93年
1992年輪到諾亞·費爾斯登與賀爾·巴伍德推出另一款以印第安納瓊斯為主角的冒險遊戲《亞特蘭提斯之謎》，與上一款作品《聖戰奇兵》相比之下，《亞特蘭提斯之謎》有著獨自智取、以武力解決、與NPC夥伴團隊合作三種不同處理遊戲關卡的分歧劇情線路，具備更高的耐玩性。
1993年羅恩·吉伯特、提姆·謝弗、戴夫·葛羅斯曼、蓋瑞·溫尼克四人合作設計《瘋狂大樓》的續作《瘋狂時代》，在遊戲裡玩家需要在過去、現在、外來三個不同的時空以時光機器互相接應，來處理各種五花八門的謎題。盧卡斯藝術在《瘋狂時代》裡開始採用全程配音效果到冒險遊戲中，先前作品《亞特蘭提斯之謎》也在同期間推出的光碟版本裡，補充了全程配音效果。同一年裡，盧卡斯藝術推出改編自旗下遊戲美術師史蒂夫·普賽爾所創作漫畫《妙探闖通關》的改編遊戲—《妙探闖通關 大腳之謎》，在該遊戲裡除了延續全程配音效果之外，並對操作介面做進一步簡化，減少操作介面在遊戲畫面裡佔用的空間。

### 1995至97年
盧卡斯藝術在1994年未有推出任何冒險遊戲的消息，中斷了公司連續七年皆有發行此類型遊戲的情況。沉靜了一段時間後，在1995年發行了由提姆·謝弗監製的《極速天龍》，內容描述著在一個頹圮的未來世界裡，一名重型機車幫派領袖因為被陷害冠上謀殺他人的罪名，為了證明自己的清白而踏上歷險。在同一年裡，另外推出由西恩·克拉克製作的《異星搜奇》，該遊戲的靈感是來自於史蒂芬·史匹柏拍攝的電視劇《驚異傳奇》，並且是早在1989年就開始籌畫的專案，經歷多年開發後才完成。
1997年盧卡斯藝術推出了《猴島小英雄》系列的第三作《猴島的詛咒》，當時系列原創者羅恩·吉伯特已離開盧卡斯藝術，因此改由強納森·艾克利和賴利·艾亨兩人聯手設計。此遊戲的運作環境僅適用於Windows，停止了盧卡斯藝術對DOS系統的支援，並且是最後一款採用SCUMM引擎製作的盧卡斯藝術冒險遊戲。

## 3D畫面作品
在具聲光效果的3D圖形遊戲開始在市場上興起後，盧卡斯藝術設計出新一套遊戲引擎GrimE來製作冒險遊戲。盧卡斯藝術首款的3D圖形冒險遊戲是1998年由提姆·謝弗製作的《神通鬼大》，是基於阿茲特克文化對於死後世界觀點為靈感的作品。此遊戲在操作上取消過去對滑鼠的支援，僅適用鍵盤或手把來進行。
《神通鬼大》雖然為盧卡斯藝術拿下當年度最佳冒險遊戲、美術、配樂等不少方面的獎項，但銷售成績並不出色。
基於GrimE引擎製作的第二款作品是2000年推出的《猴島小英雄》系列第四作《逃離猴島》，該遊戲是由麥克·施特姆勒與西恩·克拉克合力製作，盧卡斯藝術也在那一段時期開始慢慢退出對於冒險遊戲的開發。

## 中止開發
2000年盧卡斯藝術開始計畫推出《極速天龍》的續作《極速天龍：復仇》（Full Throttle: Payback），當時原創者提姆·謝弗已離開盧卡斯藝術，因此改交由賴利·艾亨與比爾·提勒聯手製作。但在作品完成度進行到約40%的階段時，盧卡斯藝術放棄了這項專案，賴利·艾亨與比爾·提勒則在隔年從盧卡斯藝術辭職。
到了2002年，盧卡斯藝術嘗試推出另一版本的《極速天龍》續作—《極速天龍：地獄之輪》（Full Throttle: Hell on Wheels），此作品由西恩·克拉克擔任設計團隊的領導，在遊玩上採用了動作冒險的形式。在2003年5月期間盧卡斯藝術於E3電子娛樂展會場上安排了《極速天龍：地獄之輪》展示畫面，並計畫在PlayStation 2與Xbox等當時主流遊戲機上推出；但到了下半年盧卡斯藝術放棄了這款遊戲開發，讓《極速天龍》的續作再次被腰斬。
另外盧卡斯藝術當時在2003年E3電子娛樂展上，還另外公開了另一款試作中的冒險遊戲《妙探闖通關：自由警探》，為1993年《妙探闖通關 大腳之謎》的續作。此遊戲是由麥克·施特姆勒負責主導，並邀請《妙探闖通關》原創者史蒂夫·普賽爾單任顧問。不過到了2004年，盧卡斯藝術在考量當時遊戲市場的風氣與公司營利因素之下，也放棄了《妙探闖通關：自由警探》的製作。
隨後盧卡斯藝術陸續解雇冒險遊戲開發部門的人員，結束了自1986年以來經營的冒險遊戲領域。

## 後續
不少從盧卡斯藝術離職的人員裡，仍有繼續投入冒險遊戲的製作。如戴夫·葛羅斯曼、查克·喬登、麥克·施特姆勒等人之後陸續進入了訴說遊戲公司
。之後於2006年，訴說遊戲發行了由戴夫·葛羅斯曼、查克·喬登與史蒂夫·普賽爾等人聯合開發的《妙探闖通關》新續作《妙探闖通關 拯救世界》，2007年則推出由戴夫·葛羅斯曼團隊經手的《妙探闖通關》第三作《穿越時空》，以及在2010年發表查克·喬登與麥克·施特姆勒等人設計的系列第四作《惡魔劇場》。訴說遊戲另外有向盧卡斯藝術取得《猴島小英雄》的版權，於2009年推出該系列的第五作《猴島傳說》
一些自行成立公司的人，如提姆·謝弗在製作完《神通鬼大》離開盧卡斯藝術後，於2000年創辦了Double Fine Productions。2005年提姆·謝弗推出了在Double Fine Productions第一款設計的冒險遊戲《瘋狂世界》，之後分別在2015、2016、2017年讓Double Fine Productions推出過去他在盧卡斯藝術期間主導監製的《神通鬼大》、《瘋狂時代》、《極速天龍》以上三款遊戲的重製版本。比爾·提勒則在2002年成立遊戲公司Autumn Moon Entertainment，之後於2008年推出個人設計的冒險遊戲《吸血鬼的故事》。
建立SCUMM遊戲引擎的羅恩·吉伯特除了曾前往提姆·謝弗的公司Double Fine Productions，開發於2013年發行的冒險遊戲《魔窟冒險》之外，也有找來蓋瑞·溫尼克、大衛·福克斯等過去共事的夥伴，在Kickstarter籌集網站上取得資金後，開發一款風格類似早期盧卡斯藝術冒險遊戲的作品《銀蓮公園》，該遊戲之後是在2017年製作完成發行。
其他人員如諾亞·費爾斯登與賀爾·巴伍德，有一同在2008年推出由DTP Entertainment發行、以歷史上間諜人物瑪塔·哈里為題材的同名冒險遊戲。另外像是賴利·艾亨也在同一年推出由Gamecock Media Group發行的動作冒險遊戲《殺蟲劑》，並且有在2012年和強納森·艾克利一同為華特迪士尼世界度假區裡設計一些園內互動遊戲。而西恩·克拉克是在大魚遊戲公司裡開發適用於手機平台上的遊戲為主。
盧卡斯藝術公司本身則曾在2009年推出過去《猴島小英雄》第一、二作《猴島的秘密》與《老查克的復仇》兩款遊戲的重製版本，讓一些媒體認為盧卡斯藝術似乎有意重啟對冒險遊戲的經營。但隨後不久，盧卡斯藝術在2013年被華特迪士尼公司收購，終止了對電子遊戲開發的事務
。曾作為盧卡斯藝術主要的冒險遊戲開發引擎SCUMM，是由創建者之一亞瑞克·威爾穆德在盧卡斯藝術的同意之下，將該遊戲引擎相關的設計文件交由史丹佛大學協助保存，並計劃將SCUMM的原始程式碼上傳至GitHub代管平台，供大家自由取得。
被迪士尼給收購後，盧卡斯藝術一度解僱了大量人員並停止遊戲方面的開發。不過在2021年盧卡斯影業宣佈將重新營造旗下的遊戲品牌，並讓遊戲部門以過去的公司名稱盧卡斯影業遊戲重新出發。在冒險遊戲部份，於2022年4月期間宣佈了將於羅恩·吉伯特的工作室Terrible Toybox以及遊戲發行商Devolver Digital一同開發《猴島小英雄》系列新作《重返猴島》的消息，並預計在當年度推出。

## 備註
1. ↑  當時公司的名稱是盧卡斯影業遊戲（LucasFilm Games）

## 外部連結
- 盧卡斯藝術遊戲作品官方歷史（1982-1989年），存于
- 盧卡斯藝術遊戲作品官方歷史（1990-1994年），存于
- 盧卡斯藝術遊戲作品官方歷史（1995-1998年），存于
- 盧卡斯藝術遊戲作品官方歷史（1999-2002年），存于